# Y Hydrae
Y Hydrae är en halvregelbunden variabel av SRB-typ i stjärnbilden Vattenormen.
Stjärnan varierar mellan visuell magnitud +6,2 och 7,4 med en period av 154,4 dygn.